# Mike Twin Sullivan
Mike Twin Sullivan est un boxeur américain né le 23 septembre 1878 et mort le 31 octobre 1937 à Cambridge, Massachusetts.

## Carrière
Passé professionnel en 1901, il devient champion du monde des poids welters le 23 avril 1907 après sa victoire aux points en 20 rounds face à Honey Mellody. Sullivan conserve son titre contre Kid Farmer et Jimmy Gardner puis le laisse vacant en 1908. Il met un terme à sa carrière en 1914 sur un bilan de 37 victoires, 10 défaites et 16 matchs nuls.